# Fongafale
Fongafale (Fogale, Fagafale) Funafuti egyik nagyobb szigete Tuvaluban; hosszú, kígyó alakú földnyelv. Tizenkét kilométer hosszú, a szélessége pedig tíz és négyszáz méter között változik. Keletről a déli Csendes-óceán, nyugatról a védett lagúnaterület határolja. Repülőtere a sziget északnyugat – délnyugat irányban, a sziget legszélesebb részén terül el. Ugyanitt található a főváros, Vaiaku.

## A sziget települései
A szigeten négy település (hivatalosan falu) található, melyek egy összefüggő városi környezetet alkotnak. Ezek:
- Alapi
- Fakai Fou
- Senala
- Vaiaku

Vaiaku a legdélibb, legnyugatibb és legfontosabb települése a szigetnek. Itt van az közigazgatás központja.
Az egyetlen repülőtere az országnak Fongafalen található. Hét kis mesterséges tó van a szigeten, ezek közül a  Funafuti-tó a legnagyobb.
A szigeten találhatóak a kormányzati épületek, a Vaiaku Langi Hotel (az ország egyetlen szállodája, ezen kívül még néhány vendégházban lehet megszállni). Ezeken kívül a szigeten van még telekommunikációs központ, börtön, meteorológiai állomás, benzinkút, kórház (Princess Margarit Hospital), a kormányzó háza, Tuvalu ház, posta, pár bolt, Tuvalu egyetlen kereskedelmi bankja. A hidroplánok a repülőtér közelében tudnak leszállni. A sziget keleti oldalán hurrikán ellen védő töltés, a nyugati parton pedig korallzátony védi a szigetet. A második világháború idejéből itt maradt hajóroncs is van.
Az utazási lehetőségeket a négy taxi és a motorkölcsönzők biztosítják a turistáknak. A lakott terület 0,65 km², lakóinak száma kb. 4000.